# Національний музей і зал слави жінок-ковбоїв

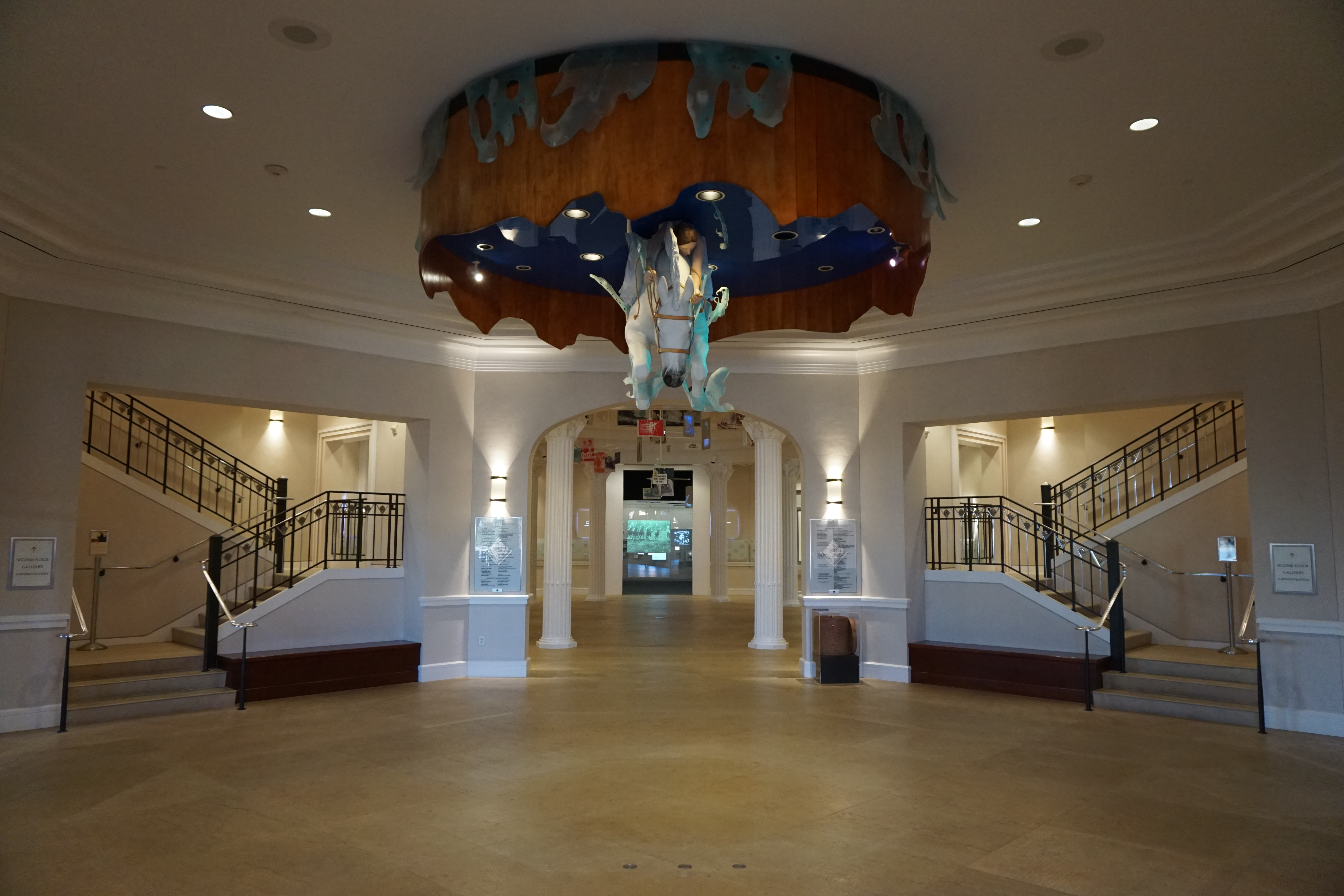
Інтер'єр Національного музею та Залу слави жінок-ковбоїв

Національний музей та Зал слави жінок-ковбоїв (англ. National Cowgirl Museum and Hall of Fame) — музей та зал слави, що знаходиться у Форт-Верті, штат Техас, США. Заснований у 1975 році та присвячений вшануванню жінок американського Заходу, які виявили надзвичайну мужність і піонерську силу духу. Музей є освітнім ресурсом з експонатами, науковою бібліотекою та колекцією рідкісних фотографій. Він щорічно додає почесних лауреатів до своєї Зали слави.

## Історія
Національний музей та Зал слави жінок-ковбоїв вшановують і документують життя жінок американського Заходу. Музей був відкритий у 1975 році в підвалі бібліотеки округу Деф-Сміт у Герфорді, Техас. У 1994 році його перенесли до Форт-Верту Потім музей переїхав на своє постійне місцерозташування площею 3 100 квадратних метрів в Культурному Районі Форт-Верта 9 червня 2002 року. Наразі в Залі слави жінок-ковбоїв вшановані 247 жінок. Лауреатами є жінки з різних галузей, у тому числі піонери, художниці, жінки-підприємці, педагоги, власники ранчо та жінки, що займаються родео. Серед жінок, вшанованих в залі слави, — художниця Джорджія О'Кіф, провідниця та перекладачка з індіанського племені лемгі-шошонів Сакаджавея, артистка цирку, стрільчиня-каскадерка Енні Оуклі, актриса та співачка Дейл Еванс, підприємець Енід Джастін, вчена Темпл Ґрандін і суддя Верховного суду США Сандра Дей О'Коннор.

## Проектування та будівництво
Закладка відбулася 22 лютого 2001 року. Будівлю площею 3 100 квадратних метрів спроектував лауреат премії ім. Річарда Дрігауса Девід М. Шварц з компанії Architectural Services, Inc. Будівельна компанія Linbeck побудувала структуру, а компанія Sundance Projects Group здійснювала управління проектом. Додаткові члени групи будівництва/проектування включали: Gideon/Toal Architects; Datum Engineers, інженери-конструктори; і Summit Engineering, машинобудування.
У проекті була потрійна мета: пов'язати будівлю з історичним контекстом місця, створити новий яскравий простір, який міг би стати домом для Національного музею та Залу слави жінок-ковбоїв, а також забезпечити можливості для розширення музею, коли кількість та обсяг колекцій зросте. Будівля розташована у місці, що було частиною локації Western Heritage Plaza, яка була сформована Національним музеєм та Залом слави жінок-ковбоїв, Музеєм тваринників та Музеєм науки та історії Форт-Верту. Стиль будівлі сумісний із Меморіальним центром Вілла Роджерса, що знаходиться неподалік. Зовнішня частина побудована з цегли та литого каменю з теракотовими яскравими оздобленнями, сформованими у вигляді «дикої троянди». Велика фреска, розписана Річардом Гаасом, барельєфні скульптурні панелі та серія литих рельєфних панелей, вирізаних вручну, демонструють сцени, пов'язані з історією жінок-ковбоїв, і містять тематичні повідомлення, такі як «Схід зустрічається із Заходом» і «Осідлайте власного коня», які представляють історію, про яку йдеться всередині музею.
Інтер'єр музею розроблений таким чином, щоб забезпечити чітку циркуляцію відвідувачів і створити центральні простори для функціонування у позаробочий час. Окрім адміністративних офісів, будівля також вміщує три галереї, багатофункціональний театр, зони для дітей, гнучкий виставковий простір, наукову бібліотеку, зону громадського харчування та роздрібний магазин. Ротонда з куполом заввишки 45 футів служить точкою орієнтування та містить експонати почесних лауреатів Залу слави. Дві парадні сходи, що відкривають вид на ротонду, виготовлені з різних металевих покриттів і кольорів з декоративними перилами в стилі ар-деко. На першому поверсі підлога виконана з французького вапняку Corton Bressandes. Двері з мореного горіха позначають вхід до театру. Західні теми зустрічаються скрізь, включаючи місцеві квіти, голови коней і мотив дикої троянди.
У 2015 році у Національному музеї та Залі слави жінок-ковбоїв розпочався ремонт галерей і громадських місць. Ремонт проходив у дві черги, починаючи з першого поверху. У липні 2015 року було завершено ремонт першого поверху, який включав рухому Велику Ротонду, галерею Енн В. Маріон і галерею під назвою «Влучаючи в ціль: Галерея жінок-ковбоїв та шоу Дикого заходу», де розповідається про надзвичайно популярних жінок в часи розквіти шоу Дикого заходу, таких як Енні Оуклі.
Ремонт другого поверху вартістю 5,5 мільйона доларів США розпочався на початку 2018 року та поверх був знову доступний відвідувачам у березні 2019 року. На другому поверсі розташовані галереї Кіта Монкріфа, виставка під назвою «Він ніколи не був просто конем» (It's Never Just a Horse™), присвячена партнерству між людьми (зокрема лауреатами Музею) та кіньми. Внутрішні простори були розроблені паризьким архітекторським бюро Projectiles. Дві кімнати занурення, Western Design Room і Bucking Bronc Room, доповнюють досвід другого поверху, включаючи інтерактивний проектний стіл, створений компанією Ideum ексклюзивно для Музею.

## Експонати

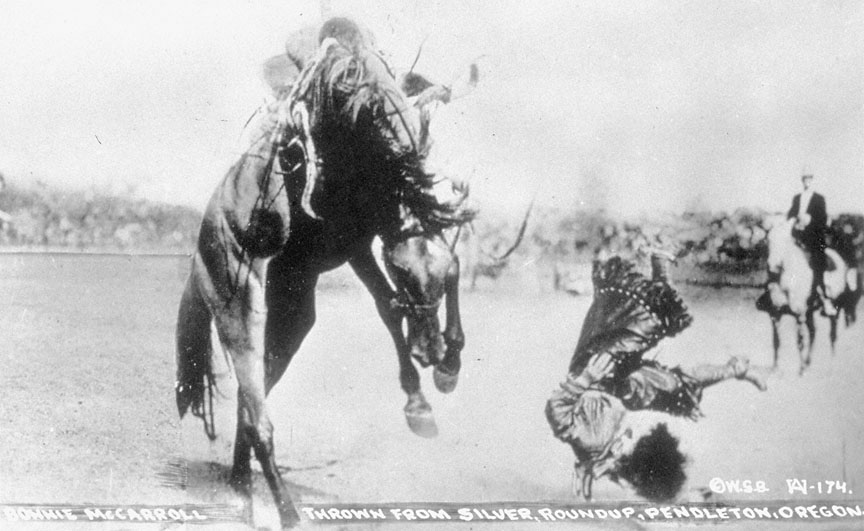
Фотографія Волтера С. Боумена 1915 року, на якій зображено Бонні МакКерролл, яку скидають з коня на прізвисько Сільвер під час родео в Пендлтоні (експонат Національного музею та колекції фотографій Залу слави жінок-ковбоїв)

Музей збирає предмети, фотографії, архівні та бібліотечні матеріали, які розказують про жінок, які відзначилися, втілюючи піонерський дух Заходу. Колекції ілюструють і зберігають історії різних видатних жінок, починаючи з таких художниць, як Джорджія О'Кіф і музикантів, як Петсі Клайн, і закінчуючи власниками ранчо, як Ферн Сойєр, і спортсменками, як Ян Йорен. Музей є домом для однієї з найбільших колекцій артефактів і матеріалів, пов'язаних із жінками Заходу.
Колекція музею налічує понад 5000 експонатів. Ці артефакти виставлені для огляду публіки, а також зберігаються для майбутніх поколінь. Більшість артефактів у колекції належали лауретам або були створені лауреатами Залу слави. Інші артефакти розповідають історію жінок Заходу від ранніх піонерів до зображення жінки-ковбоя в масовій культурі. Серед найяскравіших експонатів — обручка та пістолет Енні Оуклі, сідло виробництва Bohlin Дейл Еванс та одяг і сідло, розроблені Нуді Коном.
Колекція фотографій складається з понад 6000 історичних і сучасних зображень, переважно лауреаток Національного залу слави жінок-ковбоїв та інших історичних жінок-ковбоїв. Це одна з найповніших колекцій фотографій жінок американського Заходу. Серед найяскравіших фотографій колекції — оригінальні візитні листівки Енні Оуклі, фотографії родео початку 20-го століття Ральфа Р. Даблдея та фотографії, що розповідають про Дівчачу асоціацію родео.

## Лауреати Залу слави
Серед жінок, вшанованих в Залі слави, є:
- Евелін Камерон (1868—1928) — фотограф і автор щоденників про американський Захід, яка задокументувала своє піонерське життя поблизу Террі, Монтана, з кінця 1890-х років.
- Еллен Кешман (1845 — 4 січня 1925) — ірландська медсестра, ресторатор, бізнес-леді та філантроп в Аризоні, Алясці, Британській Колумбії та Юконі
- Вілла Катер (1873—1947) — американська письменниця, що здобула популярність і визнання за свої романи про життя американського Фронтиру на Великих рівнинах.
- Петсі Клайн (1932—1963) — американська співачка, одна з найвпливовіших вокалісток 20-го століття і одна з перших виконавиць кантрі-музики, яка перейшла в поп-музику.
- Мері Джейн Колтер (1869—1958) — американський архітектор і дизайнер
- Ґейл Девіс (1925—1997) — американська актриса та співачка, найбільш відома своєю головною роллю Енні Оуклі в телесеріалі 1950-х років «Енні Оуклі»
- Ванта Девіс (1917—2012) — американська жокейка на скачках на чистокровних конях
- Енджі Дебо (1890—1988) —американський історик, яка написала 13 книг і сотні статей про індіанців та історію Оклахоми
- Ґрейс Інґлз Доу (1877 — 10 листопада 1941) — п'ята й остання дитина Керолайн і Чарльза Інґлзів, наймолодша сестра Лори Інґлз Вайлдер, відомої своїми книгами «Маленький будиночок у преріях»
- Дейл Еванс (1912—2001) — американська актриса, співачка та автор пісень
- Маргарет Кларк Формбі (1929—2003) — американський педагог, найбільш відома як засновник Національного музею та Зали слави жінок-ковбоїв
- Лора Ґілпін (1891—1979) — американський фотограф
- Ґленна Ґудакр (1939—2020) — американська скульпторка, найбільш відома тим, що розробила дизайн лицьової сторони долара Sacagawea, який увійшов в обіг у США в 2000 році, і Меморіалу в'єтнамських жінок у Вашингтоні, округ Колумбія.
- Мері Ґрандін (нар. 29 серпня 1947) — американський доктор тваринництва і професор в Університеті Колорадо
- Керолайн Лейк Інґлз (1839—1924) — американська шкільна вчителька, мати Лори Інґлз Вайлдер, відомої своїми книгами «Маленький будиночок у преріях»
- Мері Інґлз (1865—1928) — перша дитина Керолайн і Чарльза Інґлзів, сестра Лори Інґлз Вайлдер, відомої своїми книгами «Маленький будиночок у преріях»
- Велма Бронн Джонстон (1912—1977) — активістка із захисту тварин
- Джуліанн Кроун (народилася в 1963) — американська жокейка, яка стала першою жінкою-жокеєм, яка виграла перегони Потрійної корони на скачках «Бельмонт Стейкс»
- Кетрін Куснер (народилася в 1940) — американська кінна наїзниця та олімпійська медалістка з конкуру.
- Міранда Ламберт (народилася в 1983) — американська артистка й виконавець пісень у стилі кантрі
- Роуз Вайлдер Лейн (1886—1968) — американська журналістка та письменниця, донька американської письменниці Лори Інґлз Вайлдер
- Вільма Манкіллер (1945—2010) — черокістська активістка, соціальна працівниця, та перша жінка, обрана на посаду голови нації
- Енн Віндфор Меріон (1938—2020) — американська спадкоємиця, власник ранчо, конярка, бізнесвумен, філантроп і колекціонер мистецтва з Форт-Верту, Техас
- Анна Мебус Мартін (1843—1925) — німецько-американська тваринниця з Техасу та бізнес-леді
- Марія Мартінес (1887—1980) — корінна американська художниця, яка створила всесвітньо відомі гончарні вироби
- Ріба Макінтайр (народилася в 1955) — американська кантрі співачка, автор пісень, продюсер і акторка
- Петсі Монтана (1908—1996) — американська співачка кантрі-вестерну та автор пісень, перша жінка-кантрі-виконавиця, яка продала мільйонний сингл зі своєю фірмовою піснею «I Want to Be a Cowboy's Sweetheart».
- Естер Морріс (1814—1902) — перша жінка-суддя в США
- Люсіль Малголл (1885—1940) — відома жінка-ковбой
- Сандра Дей О'Коннор (1930—2023) — суддя Верховного суду США, перша жінка, призначена на даний пост
- Джорджія О'Кіф (1887—1986) — американська художниця
- Енні Оуклі (1860—1926) — американська стрільчиня, каскадерка, артистка цирку та захисниця прав жінок
- Матінка Джозефа Парізо (1823—1902) —канадська черниця, перша жінка-архітекторка у Британській Колумбії
- Синтія Енн Паркер (1827—1871) — мати відомого індіанського племені команчів Куани Паркера
- Сакаджавея (1788—1812) — молода жінка з племені лемгі-шошонів, що подорожувала разом з експедицією Льюїса і Кларка у ролі перекладачки і провідниці під час їхнього дослідження західних Сполучених Штатів
- Лора Інґлз Вайлдер (1867 — 10 лютого 1957) — американська письменниця, найбільше відома серією дитячих книжок «Маленький будиночок у преріях»
- Енід Джастін (1893—1990) — підприємець з Техасу, засновниця компанії з виробництва взуття Nocona Boot Company